# Styvgröe
Styvgröe (Catapodium rigidum) är en gräsart som först beskrevs av Carl von Linné, och fick sitt nu gällande namn av Charles Edward Hubbard. Enligt Catalogue of Life ingår Styvgröe i släktet styvgröen och familjen gräs, men enligt Dyntaxa är tillhörigheten istället släktet styvgröen och familjen gräs. Arten är reproducerande i Sverige.

## Underarter
Arten delas in i följande underarter:
- C. r. hemipoa
- C. r. majus

## Bildgalleri

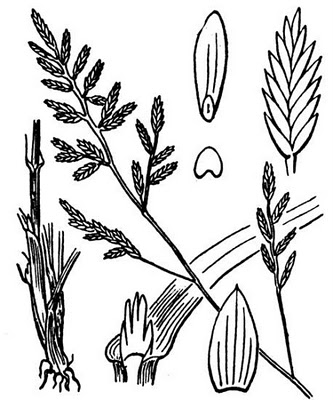
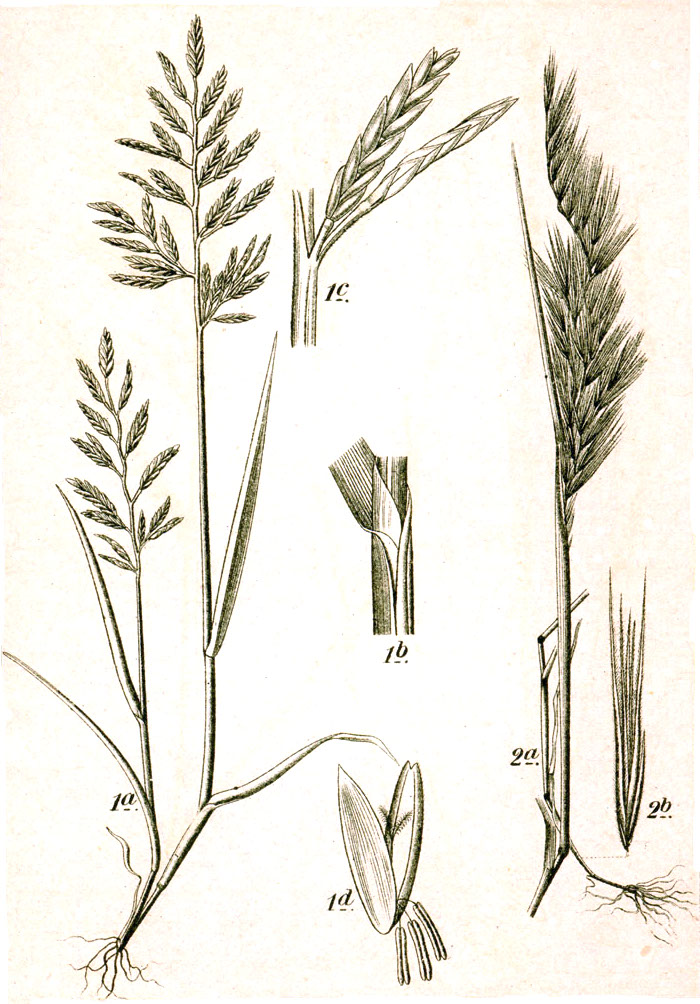